# Vlag van Santa Elena

Vlag van Santa Elena

De vlag van Santa Elena is een verticale driekleur in de kleuren groen, blauw en lichtblauw, die overeenkomen met de kantons Santa Elena, Salinas en La Libertad, volgens de historische volgorde van hun kantonnering en die de monolithische eenheid van haar inwoners bekrachtigen. In het midden van de vlag staat het wapen van Santa Elena.